# Матурана, Умберто

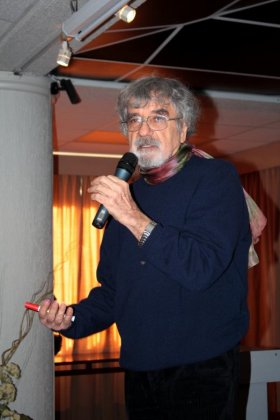
Умберто Матурана

Умберто Матурана Ромесин (исп. Humberto Maturana; 14 сентября 1928, Сантьяго — 6 мая 2021, Сантьяго) — чилийский учёный, работавший на стыке биологии и эпистемологии. Совместно со своим студентом, а затем коллегой Франсиско Варелой разработал концепцию аутопоэзиса. Взгляды Матураны — Варелы, которые иногда называют «теорией Сантьяго», представляют собой вариант эволюционной эпистемологии.

## Биография
Умберто Матурана родился в 1928 году в Сантьяго (Чили).
Изучал медицину в Университете Чили, затем биологию в Англии. В 1958 году получил степень Ph.D. в области биологии в Гарварде.
В 1960-х годах У. Матурана «начал отходить от обычной биологической традиции и попытался понять живые системы в терминах реализующих их процессов, а не отношений с окружающей средой». Впервые полученные результаты были последовательно изложены в статье Матураны «Нейрофизиология познания» (Neurophysiology of cognition, 1969; окончательный переработанный вариант статьи: Biology of Cognition, 1970). Матурана продолжил работу над развитием теории совместно со своим бывшим студентом Франсиско Варелой в Университете Чили, и в 1971—1972 годах они написали важную работу «Аутопоэзис: организация живого» (Autopoiesis: the organization of the living, опубл. 1973).
Военный переворот 1973 года в Чили вынудил как У. Матурану, так и Ф. Варелу покинуть страну. Они работали порознь, однако позднее, в 1980 году, возобновили сотрудничество в Сантьяго, результатом чего стала получившая широкую международную известность книга «Древо познания» (1984).
В 1994 году У. Матурана получил Национальную научную премию Чили в области биологии.

## Основные работы
- Biology of Cognition, 1970 (Матурана У. Биология познания // Язык и интеллект. М.: Прогресс, 1995. С. 95—142)
- Autopoiesis: the organization of the living, 1973, в соавт. с Ф. Варелой («Аутопоэзис: организация живого»)
- El árbol del conocimiento. Bases biológicas del entendimiento humano, 1984, в соавт. с Ф. Варелой (Матурана У., Варела Ф. Древо познания: Биологические корни человеческого понимания / Пер. с англ. Ю. А. Данилова. М.: Прогресс-Традиция, 2001. 224 с. ISBN 5-89826-103-6)